# Riikka Purra
Riikka Purra (Pirkkala, 13 giugno 1977) è una politica finlandese, Vice Primo ministro e Ministro delle Finanze dal 2023. È membro dell'Eduskunta per il distretto di Uusimaa dal 2019 e leader del Partito di destra Veri Finlandesi dall'agosto 2021.

## Biografia
Nata a Pirkkala, nella Finlandia Occidentale, ma cresciuta a Tampere all'età di 12 anni è rimasta orfana della madre. Sin da giovane si è interessata alla politica e soprattutto alle tematiche ambientali, votando la Lega Verde alle elezioni del 1995. Successivamente ha frequentato l'Università di Turku laureandosi in scienze politiche, con una tesi in ricerca politica e politica internazionale, iniziando poi un master in quest'ultima; sempre all'università studiò anche scienze e politiche ambientali, tentando anche di essere eletta al consiglio di rappresentanza dell'ateneo.
Nei primi anni 2000 ha iniziato a consultare il blog Scripta del giovane dottorando Jussi Halla-aho, intervenendo anche su diversi forum, interessandosi al tema dell'immigrazione; lei stessa ha sostenuto che le sue visioni anti-immigrazione possano esser state influenzate anche dalla sua esperienza giovanile, poiché negli anni '90 avrebbe subito insieme ad altre donne numerosi casi di pedinamenti, catcalling e molestie sessuali da parte di immigrati a Tampere. Nel 2016, dopo aver declinato più volte l'offerta, si è iscritta al partito Veri Finlandesi. È stata la responsabile della campagna elettorale della candidata presidenziale Laura Huhtasaari alle elezioni presidenziali finlandesi del 2018.
Alle elezioni parlamentari del 2019 è stata eletta all'Eduskunta, il parlamento finlandese, nel distretto di Uusimaa con 5960 voti ed è diventata la prima vicepresidente dei Veri Finlandesi nel giugno dello stesso anno. Nel marzo 2021 ha criticato il governo per aver speso troppo quando ha formato un pacchetto di sostegno di tre miliardi di euro per i comuni durante la pandemia di COVID-19.
Nel luglio 2021 Rikka Purra ha annunciato che si sarebbe candidata alla leadership del partito, con l'obiettivo di diventare la prima donna a guidare i Veri Finlandesi. Ha dichiarato che il partito non parteciperà mai ad un governo in cui non sarebbe in grado di cambiare in modo significativo la politica nazionale sull'immigrazione.  È stata eletta presidente il 14 agosto 2021 alla riunione del partito tenutasi a Seinäjoki.

## Vita privata
Riikka Purra è sposata con Mikko Välimaa, un giornalista che lavora per Länsiväylä e Vantaan Sanomat, e ha due figli.